# Lars Hoogenboom
Lars Hoogenboom (Roelofarendsveen, 17 september 1978) is een Nederlands marathonschaatser. Hij wordt gezien als groot talent die naast op kunstijs ook op natuurijs goed uit de voeten kan.
Begin 2006 won hij in het Zweedse Borsänge twee marathons over respectievelijk 80 km en 100 km. Wegens deze twee overwinningen in Zweden en zijn inzet en strijdlust werd aan hem op 21 april 2006 de De Prijs der Belofte (500 euro) uitgereikt. De onderscheiding is vernoemd naar sportjournalist Dick van Gangelen, die in januari 2004 overleed.
Op 26 januari 2006 werd Hoogenboom tweede op het Open NK 100 km. Hierover melden hij tegen het AD: "Het ijs gleed als een trein. Die ijsmeester Norbert Jank moet wat minder zijn best doen. Ik ben vandaag niet moe van dit ritje geworden. Ik had nog wel 100 kilometer kunnen schaatsen." Op zaterdag 7 oktober 2006 werd hij derde op de Essent topcompetitie in Utrecht achter Peter Baars en de Zwitser Alain Gloor.
Op 3 februari 2007 zat Hoogenboom in de kopgroep van Open NK 100 km op de Weissensee. De kopgroep bestond naast Hoogenboom uit Tristan Loy, Casper Helling en de Fransman Cédric Michaud. Toen uiteindelijk Helling wegsprong kon niemand meer reageren en won Helling de wedstrijd.
In 2008 kwam zijn grootste succes: hij won de Alternatieve Elfstedentocht op de Weissensee. Een kunststukje dat hij het jaar erna niet kon herhalen: in zijn geboortedorp Roelofarendsveen zakte hij bij het bruggetje voor zijn ouderlijk huis door het ijs. Hierbij bezeerde hij zijn knie zodanig, dat hij kansloos was voor de Weissensee.

## Uitslagen
- 2006: 1e 80 km van Borlänge
- 2006: 1e 100 km van Borlänge
- 2006: 2e Open NK (100 km) op de Weissensee
- 2006: 3e Essent topcompetitie
- 2007: 5e Open NK (100 km) op de Weissensee
- 2008: 1e Alternatieve Elfstedentocht - Weissensee